# Glamour
Glamour var ursprungligen en typ av besvärjelse. Idag är begreppet synonymt med skönhet och karisma.